# Меленбек (Нојштрелиц)
Меленбек (њем. Möllenbeck) општина је у њемачкој савезној држави Мекленбург-Западна Померанија. Једно је од 53 општинска средишта округа Мекленбург-Штрелиц. Према процјени из 2010. у општини је живјело 735 становника. Посједује регионалну шифру (AGS) 13055045.

## Географски и демографски подаци
Меленбек се налази у савезној држави Мекленбург-Западна Померанија у округу Мекленбург-Штрелиц. Општина се налази на надморској висини од 90 метара. Површина општине износи 36,2 km². У самом мјесту је, према процјени из 2010. године, живјело 735 становника. Просјечна густина становништва износи 20 становника/km².